# Bő
Bő là một thị trấn thuộc hạt Vas, Hungary. Thị trấn này có diện tích 10,65 km², dân số năm 2010 là 644 người, mật độ 60 người/km².